# نادر العشری
نادر العشری (عربی: نادر العشري؛ زادهٔ ۳۰ ژانویهٔ ۱۹۸۵) ورزشکار فوتبال اهل مصر است.